# Дженга (коммуна)
Дженга (итал. Genga) — коммуна в Италии, располагается в регионе Марке, в провинции Анкона.
Население составляет 1984 человека (2008 г.), плотность населения составляет 28 чел./км². Занимает площадь 72 км². Почтовый индекс — 60040. Телефонный код — 0732.
Покровителем населённого пункта считается святой Климент I (папа римский), празднование 23 ноября.

## Демография
Динамика населения:

## Администрация коммуны
- Официальный сайт: http://www.comune.genga.an.it/